# دیوید رابرت بیل
دیوید رابرت بیل (انگلیسی: David Bill؛ زادهٔ ۱۷ نوامبر ۱۹۵۴) فرد نظامی اهل بریتانیا است. وی همچنین برندهٔ جوایزی همچون نشان حمام شده‌است.